# Patricio Berardo
Patricio Berardo (Nacido en San Basilio, Córdoba; 6 de noviembre de 1991) es un futbolista argentino que juega como defensor central en Club Sansinena del Torneo Federal A. 
Formado en las inferiores del Club Atlético San Basilio, de su pueblo natal, logró el campeonato con la categoría 91' de la Liga Regional de Fútbol de Río Cuarto en el año 2007. 
A los 15 años dio sus primeros pasos en la Primera División de la Liga, y a los 16 emigró a la ciudad de Córdoba, para jugar en las inferiores del Club Atlético Belgrano, dónde recorrió sus inferiores hasta llegar a la reserva, en la cual se afianzó. 
El 19 de agosto de 2012 jugando para Alumni anota su primer gol oficial en lo que también fue su debut como titular en el fútbol profesional.

## Clubes
| Club                           | País      | Año               |
| ------------------------------ | --------- | ----------------- |
| Belgrano                       | Argentina | 2008 - 2012       |
| Alumni de Villa María (Cedido) | Argentina | 2012 - 2013       |
| Belgrano                       | Argentina | 2013              |
| Sarmiento de Leones            | Argentina | 2014 - 2015       |
| Deportivo Montecaseros         | Argentina | 2015              |
| Deportivo Maipú                | Argentina | 2016              |
| San Martín de Mendoza          | Argentina | 2016              |
| Sansinena                      | Argentina | 2017 - Actualidad |

- Datos: Q6066658